# HSUW (торпеда)
HSUW (англ. High-Speed Undersea Weapon) — проект американської надшвидкісної торпеди, висока швидкість якої досягається завдяки створенню суперкавітаційної порожнини. Суперкавітаційна порожнину являє собою суміш води з бульбашками повітря, які повністю обволікають корпус торпеди, значно знижуючи опір середовища. 